# Peter Tuinman
 (octobre 2018).
Si vous disposez d'ouvrages ou d'articles de référence ou si vous connaissez des sites web de qualité traitant du thème abordé ici, merci de compléter l'article en donnant les références utiles à sa vérifiabilité et en les liant à la section « Notes et références ».
Peter Tuinman, né le 15 avril 1947 à Twijzel, est un acteur néerlandais.

## Filmographie
- 1980 : Spetters de Paul Verhoeven : Jaap[2]
- 1981 : The Girl with the Red Hair de Ben Verbong : Hugo[3]
- 1984 : The Scorpion de Ben Verbong[4]
- 1985 : The Dream de Pieter Verhoeff[5]
- 1987 : Blonde Dolly de Gerrit van Elst[6]
- 1987 : Count Your Blessings de  Pieter Verhoeff : Leo de Zeeuw[7]
- 1990 : Vincent et Théo de Robert Altman : Anton Mauve[8]
- 1993 : Angie de Martin Lagestee[9]
- 2000 : The Black Meteor de Guido Pieters
- 2001 : The Moving True Story of a Woman Ahead of Her Time de  Pieter Verhoeff : Vader Pieter Jelles Troelstra[10]
- 2003 : De Schippers van de Kameleon de Steven de Jong et Marc Willard : Wim Bleeker
- 2007 : Les Aventuriers du grand large de Steven de Jong : Willem Ysbrantsz Bontekoe[11]
- 2012 : Une Belle Mort de Wannie de Wijn : Robert